# Hamilton (Montana)
Hamilton é uma cidade localizada no estado americano de Montana, no Condado de Ravalli.

## Demografia
Segundo o censo americano de 2000, a sua população era de 3705 habitantes.
Em 2006, foi estimada uma população de 4644, um aumento de 939 (25.3%).

## Geografia
De acordo com o United States Census Bureau tem uma área de
6,0 km², dos quais 6,0 km² cobertos por terra e 0,0 km² cobertos por água.

## Localidades na vizinhança
O diagrama seguinte representa as localidades num raio de 32 km ao redor de Hamilton.